# Xanthocercis
Xanthocercis és un gènere de plantes de flors amb tres espècies, pertanyent a la família Fabaceae.
Les espècies natives té una gamma que abasta Malawi, Moçambic, Sud-àfrica, Zàmbia i Zimbàbue, on se l'anomena Mashatu.

## Espècies seleccionades
- Xanthocercis madagascariensis
- Xanthocercis rabiensis
- Xanthocercis zambesiaca